# 체인징 레인스
《체인징 레인스》(영어: Changing Lanes)는 2002년 개봉한 미국의 스릴러 드라마 영화이다. 로저 미첼이 감독하고 챕 테일러와 마이클 톨킨이 공동으로 각본을 썼다. 벤 애플렉, 새뮤얼 L. 잭슨, 토니 콜렛, 시드니 폴랙, 윌리엄 허트, 어맨다 피트가 출연한다.
이 영화는 2002년 4월 12일, 파라마운트 픽처스 배급으로 개봉되었다. 이 영화는 비평가들로부터 호평을 받았으며 박스 오피스에서 성공해 4,500만 달러 제작비 대비 9,500만 달러 수익을 올렸다. 작가 테일러와 톨킨은 2002년 제1회 워싱턴 D.C. 영화 비평가 협회 후보로 지명되었다.

## 줄거리
뉴욕. 지명권 증빙 서류를 제출하려고 법원으로 향하던 월가 변호사 개빈은 프랭클린 D. 루즈벨트 이스트 리버 드라이브에서 역시 법원에 가고 있던 보험 판매인 도일의 차를 가볍게 친다. 개빈은 법대로 보험 정보를 교환하는 대신 백지 수표로 무마하려고 하다가 도일이 이를 거절하자 운전 기능이 멀쩡한 차를 몰고 그대로 자리를 떠버린다. 개빈과 달리 차가 고장나버린 도일은 공동 양육권 청문에 지각을 하고, 도일이 부재한 사이 판사는 도일의 아내에게 단독 양육권을 넘긴다. 심지어 아내는 아이들을 데리고 오리건주로 이주할 생각을 하고 있다. 한편 개빈은 법원에 도착한 후 사고 현장에 서류를 떨어뜨렸다는 걸 깨닫는다. 도일이 서류를 돌려주길 거부하자 개빈은 해커를 고용해 도일이 아내와 아이들이 살 퀸스 집을 사기 위해 대출을 받을 기회를 날려버린다. 이후 두 사람은 상대에게 빼앗긴 것을 되찾고 당한 것을 되갚는 데 골몰한다.

## 출연
- 벤 애플렉 - 개빈 배넥 역
- 새뮤얼 L. 잭슨 - 도일 깁슨 역
- 토니 콜렛 - 미셸 역
- 시드니 폴랙 - 스티븐 델러노 역
- 티나 슬론 - 델러노 부인 역
- 리처드 젱킨스 - 월터 아넬 역
- 아일린 게츠 - 엘런 역
- 맷 멀로이 - 론 캐벗 역
- 어맨다 피트 - 신시아 델러노 배넥 역
- 브루스 올트먼 - 테리 코프먼 역
- 조 그리파시 - 코셀 판사 역
- 앤절라 고설스 - 세라 윈저 역
- 케빈 서스먼 - 타일러 코언 역
- 윌리엄 허트 - 도일의 AA 후원인 역
- 존 벤저민 히키 - 칼라일 역
- 딜런 베이커 - 핀치 역

## 기타 제작진
- 공동 제작: 스콧 애버사노